# Pellegrin & Fils
Pellegrin & Fils est une entreprise française de joaillerie basée à Marseille.

## Historique et points de vente
En 1840, François-Arnauld Pellegrin, venu de Ribiers, près de Sisteron, vient vendre ses montres à Marseille, rue Noailles. C’est ainsi que la première bijouterie Pellegrin est créée. La Maison Pellegrin s’est développée avec Charles, Joseph, Georges et Jean-François Pellegrin. Aujourd'hui Arnaud Pellegrin est le cinquième du nom à diriger l’entreprise.
Depuis 1840, l’affaire a déménagé de la rue Noailles, au 4 allée de Meilhan, devenu 78 la Canebière. En 2013, on compte quatre points de vente en Provence, trois à Marseille et un à Aix-en-Provence. 
Les trois boutiques de Marseille ont été rénovées dans l'esprit dans l’inspiration Art Nouveau[source insuffisante]. Un million d’euros a été investi pour la rénovation de ces trois magasins.
Le 24 mai 2014 ouvre un cinquième magasin, à Marseille, au centre commercial Les Terrasses du Port. La décoration de ce point de vente reprend le style Art Nouveau, cette fois-ci avec des matériaux à base de verre.
Arnaud Pellegrin, représentant de la cinquième génération, est diplômé du GIA (Gemmological Institute of America). Il a suivi un master spécialisé dans la transmission d'une entreprise familiale à HEC.

## Origine et qualité des pierres
Les pierres sont achetées tous les deux mois à Anvers. L’atelier, intégré dans le magasin rue Francis Davso, permet de suivre le processus de fabrication et de veiller à la qualité du travail jusqu’à la réalisation du bijou.

## L'atelier de la maison
Dans cet atelier sont effectués toutes les étapes de la conception des bijoux : du dessin des croquis à l'élaboration des moules, des maquettes jusqu'à la réalisation finale.

## Marché et activités
En 2011, la Maison Pellegrin emploie 28 personnes. Avec ses créations et la vente d’autres marques, Pellegrin & Fils a un chiffre d’affaires s’élevant à 10 millions d’euros. 60 % de ce chiffre est réalisé avec ses propres créations. La Maison a un portefeuille de plus de 20 000 clients.

## La bague du jubilé
En 2012, Arnaud Pellegrin dessine pour son père Jean-François Pellegrin un bijou pour célébrer ses 50 années de carrièrepassées dans la joaillerie. Dénommée « Bague du Jubilé », celle-ci est estimée à 50 000 euros. Elle est composée de 100 diamants pour un poids total de 5cts00, avec au centre un diamant cœur de 3cts14.

## Mécénat caritatif et sportif
La Maison apporte sa contribution à des associations caritatives telle que la Croix-Rouge et de causes marseillaises, comme la rénovation de Notre-Dame de la Garde. En effet, depuis la création par Jean-François et Catherine Pellegrin en 2003, de la médaille Notre-Dame de la Garde, 20 % du montant des ventes sont reversés à l’archevêché pour la rénovation de la basilique.
Pellegrin & Fils intervient également dans le sport, offrant chaque année les trophées de l’Open 13 et le trophée hippique du Grand Prix de Marseille-Borély.